# Österreichische Fußball-Staatsliga
La Österreichische Fußball-Staatsliga, letteralmente "Lega calcistica statale austriaca", fu l'organizzazione addetta all'organizzazione ed alla gestione del calcio professionistico in Austria tra il 1949 ed il 1965. In particolare, si occupò dei campionati di Staatsliga (A) e Staatsliga B.
Assieme alle federazioni regionali, era uno dei 10 membri affiliati alla Österreichische Fußball-Bund.

## Storia

### Il primo campionato nazionale
La Österreichische Fußball-Staatsliga venne fondata il 30 luglio 1949 col compito di dirigere il campionato professionistico di massima serie, per la prima volta aperto ai club di tutto il Paese. In precedenza, infatti, il professionismo calcistico in Austria era limitato alle formazioni di Vienna ed era pertanto gestito dalla Wiener Fußball-Verband, eccezion fatta per la parentesi (1938-1945) dell'Anschluss, durante la quale tutte le competizioni ritornarono dilettantistiche.
Il giorno seguente, la Staatsliga entrò a far parte della nel ÖFB, nel corso dell'assemblea federale. Primo presidente della nuova organizzazione fu Fritz Meznik.

### Crescita e successo
Il campionato 1949-1950 fu il primo organizzato sotto l'egida della nuova lega e vide la vittoria finale dell'Austria Vienna, che era stata anche l'ultima squadra a vincere il campionato limitato alle sole squadre viennesi, nella stagione precedente. Il numero di squadre affiliate alla Staatsliga crebbe, rendendo necessaria già nel 1950-1951 la creazione di una seconda serie, la Staatsliga B; contemporaneamente la Staatsliga fu ribattezzata Staatsliga A.
Al termine della stagione 1958-1959 venne abolita la Staatsliga B, poiché dalla stagione successiva venne introdotta la Regionalliga.
Fu nei ranghi della Staatsliga che per la prima volta una squadra non di Vienna vinse il campionato nazionale: avvenne nella stagione finale (1964-1965), col successo del LASK Linz.

### Chiusura a sorpresa
La fine della Österreichische Fußball-Staatsliga arrivò nel 1965. Fu una decisione autonoma della federazione, che avocò a sé l'organizzazione del campionato, il quale fu ribattezzato Nationalliga a partire dalla stagione 1965-1966.
L'attuale Österreichische Fußball-Bundesliga, fondata il 26 novembre 1991, si considera erede della Staatsliga.

## Organico della lega

### Organico al momento della fondazione
- Admira Vienna
- Austria Vienna
- First Vienna
- Floridsdorfer
- Gloggnitz
- Rapid Oberlaa
- Rapid Vienna
- Slovan Vienna
- Sturm Graz
- Vorwärts Steyr
- Wacker
- Wien
- Wiener SC

### Organico al momento dello scioglimento
- Admira Vienna
- Austria Vienna
- First Vienna
- Grazer AK
- Kapfenberger
- LASK
- Rapid Vienna
- Schwechat
- Sturm Graz
- Wacker Innsbruck
- Wacker
- Wiener AC
- Wr. Neustädter
- Wiener SC

## Composizione del Consiglio direttivo
Composizione aggiornata al 1951:

### Presidenza
- Presidente: Fritz Meznik
- Vicepresidente: Giose Koschier

### Consiglio d'amministrazione
- Cassiere: Georg Gruener
- Segretario: Franz Reistenhofer
- Consulente giuridico: Gustav Bilek
- Revisore: Karl Jiszda
- Revisore: Joseph Zeilermayer
- Settore propaganda: Leo Schidrowitz
- Valutatore: Wilhelm Körner
- Settore giovanile: Karl Zetschock
- Commissione arbitrale: Adolf Miesz
- Responsabile finanziario: Ernst Ulrich
- Commissione per gli stadi: Karl Göttler

### Consiglieri per la Staatsliga A
- Klassenausschusses: Alfred Frey
- Spielausschusses: E. Schwarz
- Consigliere: Josef Dworak
- Consigliere: Johann Judex
- Consigliere: Leopold Weinisch

### Consiglieri per la Staatsliga B
- Klassenausschusses: Franz Herk
- Spielausschusses: Alfred Flor

### Comitato per le lotterie
- Ing. Baumeister
- Friedrich Peschel
- Karl Geyer